# آر. إي. فوستر
آر. إي. فوستر (بالإنجليزية: R. E. Foster) هو لاعب كريكت ولاعب كرة قدم بريطاني (وحمل سابقاً جنسية المملكة المتحدة لبريطانيا العظمى وأيرلندا) في مركز الهجوم، ولد في 16 أبريل 1878 في المملكة المتحدة، وتوفي في 13 مايو 1914 في المملكة المتحدة بسبب السكري. شارك مع منتخب إنجلترا للكريكت. أما مع النوادي، فقد لعب مع نادي مقاطعة ورسسترشاير للكريكيت ‏ ونادي الكريكت في جامعة أكسفورد ‏.

## وصلات خارجية
- آر. إي. فوستر على موقع إي آس بي آن كريك إنفو (الإنجليزية)
- آر. إي. فوستر على موقع قاعدة بيانات كرة القدم.إي يو (الإنجليزية)
- آر. إي. فوستر على موقع ناشيونال فوتبول تيمز (الإنجليزية)